# 堀内利器

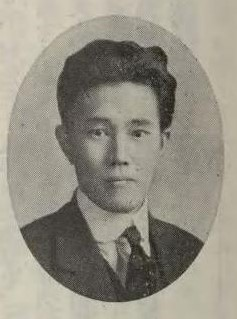
堀内利器

堀内 利器（ほりうち りき、1891年12月10日 - 1942年5月8日）は、日本の発明家。
千葉県一宮町で一宮藩士であった堀内家に生まれる。第一高等学校時代には芥川龍之介の1年先輩であり、芥川は1914年と1916年の2度、堀内に誘われ一宮に滞在している。1918年に京都帝国大学理学部を卒業した。東京ミツワ化学研究所や大学の副手を経て、1920年に高砂香料株式会社創立に当たり懇望されて同社の研究部に入り、研究を行った。ここでは社長の甲斐荘楠香と協力し香料の発明製造を行った。
1928年に理学博士の学位を取得した。1937年時点では高砂香料の取締役兼技師長、早稲田大学の講師を務めていた。
高砂香料の専務を務めていた1942年5月に九州西南沖（南シナ海）で殉職した。

## 特許
- 特許第72811号 ハイドロオキシシトロネラールの製法